# پیتر گان (بازیگر)
پیتر گان (به انگلیسی: Peter Gunn) (زاده ۱۳ فوریهٔ ۱۹۶۳) بازیگر انگلیسی است.
از فیلم‌های معروف او می‌توان به بازی در فیلم شب دوازدهم، وقتی شنبه می‌آید و آب‌میوه آبی اشاره کرد.